# Seznam států USA podle vstupu do Unie
Toto je seznam států USA, který uvádí data jejich přistoupení k Unii.

## Seznam států USA podle vstupu do Unie

Časová osa přistoupení jednotlivých států USA k unii.

Poznámka: Prvním 13 států ze seznamu se též říká (původních) třináct kolonií. Jejich vyslanci podepsali deklaraci nezávislosti.
| #  | Stát             | Ratifikace         |
| -- | ---------------- | ------------------ |
| 1  | Delaware         | 7. prosince 1787   |
| 2  | Pensylvánie      | 12. prosince 1787  |
| 3  | New Jersey       | 18. prosince 1787  |
| 4  | Georgie          | 2. ledna 1788      |
| 5  | Connecticut      | 9. ledna 1788      |
| 6  | Massachusetts    | 6. února 1788      |
| 7  | Maryland         | 28. dubna 1788     |
| 8  | Jižní Karolína   | 23. května 1788    |
| 9  | New Hampshire    | 21. června 1788    |
| 10 | Virginie         | 25. června 1788    |
| 11 | New York         | 26. července 1788  |
| 12 | Severní Karolína | 21. listopadu 1789 |
| 13 | Rhode Island     | 29. května 1790    |
| 14 | Vermont          | 4. března 1791     |
| 15 | Kentucky         | 1. června 1792     |
| 16 | Tennessee        | 1. června 1796     |
| 17 | Ohio             | 1. března 1803     |
| 18 | Louisiana        | 30. dubna 1812     |
| 19 | Indiana          | 11. prosince 1816  |
| 20 | Mississippi      | 10. prosince 1817  |
| 21 | Illinois         | 3. prosince 1818   |
| 22 | Alabama          | 14. prosince 1819  |
| 23 | Maine            | 15. března 1820    |
| 24 | Missouri         | 10. srpna 1821     |
| 25 | Arkansas         | 15. června 1836    |
| 26 | Michigan         | 26. ledna 1837     |
| 27 | Florida          | 3. března 1845     |
| 28 | Texas            | 29. prosince 1845  |
| 29 | Iowa             | 28. prosince 1846  |
| 30 | Wisconsin        | 29. května 1848    |
| 31 | Kalifornie       | 9. září 1850       |
| 32 | Minnesota        | 11. května 1858    |
| 33 | Oregon           | 14. února 1859     |
| 34 | Kansas           | 29. ledna 1861     |
| 35 | Západní Virginie | 20. června 1863    |
| 36 | Nevada           | 31. října 1864     |
| 37 | Nebraska         | 1. března 1867     |
| 38 | Colorado         | 1. srpna 1876      |
| 39 | Severní Dakota   | 2. listopadu 1889  |
| 40 | Jižní Dakota     | 2. listopadu 1889  |
| 41 | Montana          | 8. listopadu 1889  |
| 42 | Washington       | 11. listopadu 1889 |
| 43 | Idaho            | 3. července 1890   |
| 44 | Wyoming          | 10. července 1890  |
| 45 | Utah             | 4. ledna 1896      |
| 46 | Oklahoma         | 16. listopadu 1907 |
| 47 | Nové Mexiko      | 6. ledna 1912      |
| 48 | Arizona          | 14. února 1912     |
| 49 | Aljaška          | 3. ledna 1959      |
| 50 | Havaj            | 21. srpna 1959     |